# Mildred Dresselhausová
Mildred Dresselhausová (rodným jménem Spiewaková; 11. listopadu 1930 New York – 20. února 2017 Cambridge) byla americká fyzička židovského původu. Věnovala se zejména materiálové vědě a nanotechnologiím. Někdy byla nazývána „královnou uhlíkové vědy“. Její studia grafitu významně přispěla k možnosti instalovat elektroniku do chytrých telefonů nebo do oblečení. Byla první ženskou profesorkou na Massachusettském technologickém institutu (MIT). Působila také jako prezidentka Americké fyzikální společnosti, předsedkyně Americké asociace pro rozvoj vědy a také jako ředitelka odboru vědy na ministerstvu energetiky USA za vlády Billa Clintona (2000–2001). Získala řadu ocenění včetně Prezidentské medaile svobody (2014), Národního vyznamenání za vědu (1990), Kavliho ceny (2012) nebo Ceny Enrica Fermiho (2012), jejíž druhou ženskou nositelkou v historii se stala. Byla členkou Národní akademie věd Spojených států amerických (od 1985) i Americké akademie umění a věd (od 1974).

## Život
Narodila se v Brooklynu v rodině židovských přistěhovalců z Polska. Rodina byla těžce zasažena velkou hospodářskou krizí, takže Mildred musela od mládí finančně vypomáhat rodinnému rozpočtu, po škole doma montovala výrobky a v létě pracovala v továrně na zipy. Už na základní škole si také přivydělávala tím, že doučovala spolužáky. Na základní školu chodila v Bronxu. Poté byla přijata na Hunter College High School, tradičně ženskou školu, která se ale v její době otevřela i chlapcům. Protože řadu těchto chlapců doučovala, získala tak sebevědomí. "Proto mě nikdy nenapadlo, že věda je jen mužské povolání," řekla o tom později. Jednou z jejích učitelek na škole byla i nositelka Nobelovy ceny Rosalyn Yalowová, která si všimla jejího talentu a směrovala jí k vědě. Stala se její celoživotní rádkyní. Na studium jí scházely finance, ale díky Fulbrightově stipendiu mohla nakonec vystudovat na Cambridgeské univerzitě v Anglii, magisterský titul získala na tamní Radcliffe College. Poté si udělala doktorát na Chicagské univerzitě (1958). V Chicagu studovala u nositele Nobelovy ceny Enrica Fermiho. Poté strávila dva roky postdoktorandského studia na Cornellově univerzitě, než se nechala zaměstnat v Lincolnově laboratoři MIT.
V roce 1983 se na MIT stala profesorkou fyziky, roku 1985 řádnou profesorkou. Později se angažovala v boji proti diskriminaci žen na MIT. V roce 2019 správní rada Institutu elektrických a elektronických inženýrů (IEEE) založila ocenění Medaile Mildred Dresselhausové, které se každoročně uděluje za mimořádné technické příspěvky ve vědě a v inženýrství.